# 高岭镇 (北京市)
高岭镇是中国北京市密云区下辖的一个镇，南临密云水库。

## 行政区划
高岭镇下辖以下地区：
高岭社区、上甸子社区、下会村、辛庄村、放马峪村、高岭村、高岭屯村、白河涧村、瑶亭村、芹菜岭村、东关村、石匣村、大屯村、栗榛寨村、四合村、小开岭村、大开岭村、上甸子村、下甸子村、下河村、郝家台村、界牌峪村和田庄村。